# 卵叶瓦莲
卵叶瓦莲（学名：Rosularia platyphylla），为景天科瓦莲属下的一个种。

## 扩展阅读
維基物種上的相關：卵叶瓦莲